# السائله الحمرا (إب)

تعديل مصدري - تعديل

السائله الحمرا محلة تابعة لقرية المجنن، التابعة لعزلة ريمان بمديرية إب إحدى مديريات محافظة إب في الجمهورية اليمنية.، بلغ تعداد سكانها 30 حسب تعداد اليمن لعام 2004.